# Fukang
Fukang (en chino, 阜康市; pinyin, Fùkāng shì; en uigur: فۇكاڭ, romanizado: Fukang) es un municipio bajo la administración directa de la Prefectura Changji en la Región autónoma de Sinkiang, República Popular China. Su área es de 8528 km² y su población total para 2010 superó los 165 mil habitantes.

## Administración
Desde marzo de 2023, el municipio Fukang se divide en 10 pueblos que se administran en 3 subdistritos, 4 poblados, 1 villas y 2 villa étnicas.

## Toponimia
Nombrada por el emperador, deriva de una frase que data de la dinastía Qing (1776); abundancia y salud para el pueblo (“物阜民康” wùFù mínKāng).